# Juarez Soares
Juarez Soares Moreira (São José dos Campos, 16 de junho de 1941 — São Paulo, 23 de julho de 2019) foi um jornalista esportivo e político brasileiro.

## Biografia

### Jornalismo esportivo
Juarez Soares iniciou a carreira como narrador esportivo aos dezessete anos, na Rádio Cultura da cidade de Lorena. Em seguida, foi aprovado em um teste na Rádio Difusora, na capital paulista, estreando em agosto de 1961.
Transferiu-se depois para a Rádio Tupi, levado por Pedro Luiz, um dos principais locutores esportivos da época. Juarez Soares fez parte da "Equipe 1040" na Rádio Tupi, que marcou época na história do rádio brasileiro. Atuou como repórter na Rede Globo na década de 1970 até o início dos anos 80, participando da cobertura da emissora na Copa do Mundo de 1982, na Espanha e nessa época também foi locutor nas rádios Globo e Excelsior.
Trabalhou muito tempo na TV Bandeirantes, na equipe de Luciano do Valle, especialmente no programa Show do Esporte. De 1995 a 1998, esteve na equipe esportiva do SBT. Fez também parte da equipe de esportes da Rádio Record e do programa Debate Bola, comandado na TV Record por Milton Neves.
Juarez Soares foi comentarista da Rádio Transamérica, que o demitiu em janeiro de 2016. Foi comentarista de futebol na RedeTV! até 5 de abril de 2019, quando foi demitido. Também em 2019, voltou ao rádio esportivo como comentarista do programa Capital da Bola, pela Rádio Capital.
É de Juarez Soares a frase, "Uma coisa é uma coisa, outra coisa é outra coisa".[carece de fontes?]

### Carreira política
Foi filiado ao Partido dos Trabalhadores (PT) por 21 anos, legenda pela qual foi eleito em 1988 vereador em São Paulo, sendo o sexto vereador mais votado da cidade e o terceiro melhor do PT, com quase 40 mil votos. Após as eleições, aceitou o convite da então prefeita Luiza Erundina para assumir o cargo de Secretário dos Esportes da cidade de São Paulo. Em sua gestão, conseguiu com que o Grande Prêmio do Brasil de Fórmula 1 voltasse a ser disputado no Autódromo de Interlagos.
Desfiliou-se do PT em 2003 e em junho do mesmo ano ingressou no PDT, sendo candidato a vice-prefeito na chapa de Paulo Pereira da Silva nas eleições de 2004, mas a chapa não obteve sucesso amargando a quinta colocação com 86 549 votos (1,4% dos votos válidos).
No governo de José Serra à frente da Prefeitura de São Paulo, Juarez Soares foi secretário-adjunto da Secretaria do Municipal do Trabalho, mas pediu exoneração no início de 2006, quando o jornal Folha de S.Paulo publicou uma denúncia de nepotismo contra Soares, que mantinha a filha e o genro empregados na secretaria onde trabalhava.

### Morte
Juarez Soares morreu aos 78 anos, em 23 de julho de 2019, depois de lutar contra um câncer de bexiga e intestino. Deixou a esposa, a também jornalista Helena de Grammont, irmã de Eliane de Grammont. O corpo do jornalista foi velado e sepultado no Cemitério da Consolação, na cidade de São Paulo.

## Prêmios
| Ano  | Prêmio                                                                     | Categoria          | Resultado | Ref.   |
| ---- | -------------------------------------------------------------------------- | ------------------ | --------- | ------ |
| 1994 | Troféu ACEESP (Associação dos Cronistas Esportivos do Estado de São Paulo) | Comentarista de TV | Venceu    | [ 9 ]  |
| 1995 | Troféu ACEESP (Associação dos Cronistas Esportivos do Estado de São Paulo) | Comentarista de TV | Venceu    | [ 10 ] |
| 2015 | Troféu ACEESP (Associação dos Cronistas Esportivos do Estado de São Paulo) | Comentarista de TV | Indicado  | [ 11 ] |
| 2016 | Troféu ACEESP (Associação dos Cronistas Esportivos do Estado de São Paulo) | Homenagem Especial | Venceu    | [ 12 ] |